# Gouvernement Juncker-Polfer
 (janvier 2018).
Si vous disposez d'ouvrages ou d'articles de référence ou si vous connaissez des sites web de qualité traitant du thème abordé ici, merci de compléter l'article en donnant les références utiles à sa vérifiabilité et en les liant à la section « Notes et références ».
Grand-Duché de Luxembourg
Gouvernement Juncker-Poos II Gouvernement Juncker-Asselborn I
Le gouvernement Juncker-Polfer (luxembourgeois : Regierung Juncker-Polfer) est le gouvernement du Luxembourg en fonction du 7 août 1999 au 31 juillet 2004.

## Les élections
Lors des élections législatives du 13 juin 1999, les deux partis qui avaient dirigé le Luxembourg
depuis 1984 subissent des pertes importantes. Le Parti chrétien-social a désormais 19 députés à la Chambre (21 en 1994), le Parti ouvrier socialiste luxembourgeois en a seulement 13 (17 en 1994). Le Parti démocratique sort vainqueur du scrutin en augmentant sa part de mandats à 15 (12 en 1994). D’un point de vue général, les élections confirment la progression des petites formations, ADR (sept sièges), Déi Gréng (cinq sièges) et Déi Lénk (un siège), par rapport aux trois grands partis traditionnels, les chrétiens-sociaux, les libéraux et les socialistes. Vu les résultats électoraux, le Grand-Duc charge le Premier ministre sortant, Jean-Claude Juncker, de la formation du gouvernement. Des négociations de coalition sont engagées entre le CSV et le DP. Le 7 août 1999 a lieu l’assermentation du nouveau gouvernement CSV-DP.

## Composition
| Portefeuille | Titulaire | Titulaire               | Parti |
| --- | --------- | ----------------------- | ----- |
| Premier ministre Ministre d'État Ministre des Finances                                                                                            |           | Jean-Claude Juncker     | CSV   |
| Vice-Première ministre Ministre des Affaires étrangères et du Commerce extérieur Ministre de la Fonction publique et de la Réforme administrative |           | Lydie Polfer            | DP    |
| Ministre de l'Agriculture, de la Viticulture et du Développement rural Ministre des Classes moyennes, du Tourisme et du Logement                  |           | Fernand Boden           | CSV   |
| Ministre de la Famille, de la Solidarité sociale et de la Jeunesse Ministre de la Promotion féminine                                              |           | Marie-Josée Jacobs      | CSV   |
| Ministre de la Culture, de l'Enseignement supérieur et de la Recherche Ministre des Travaux publics                                               |           | Erna Hennicot-Schoepges | CSV   |
| Ministre de l'Intérieur |           | Michel Wolter           | CSV   |
| Ministre de la Justice Ministre du Budget |           | Luc Frieden             | CSV   |
| Ministre de l'Éducation, de la Formation professionnelle et des Sports                                                                            |           | Anne Brasseur           | DP    |
| Ministre de l'Économie Ministre des Transports |           | Henri Grethen           | DP    |
| Ministre de la Coopération, de l'Action humanitaire et de la Défense Ministre de l'Environnement                                                  |           | Charles Goerens         | DP    |
| Ministre de la Santé et de la Sécurité sociale |           | Carlo Wagner            | DP    |
| Ministre du Travail et de l'Emploi Ministre des Cultes Ministre aux Relations avec le Parlement Ministre délégué aux Communications               |           | François Biltgen        | CSV   |
| Secrétaire d'État à la Fonction publique et à la Réforme administrative                                                                           |           | Joseph Schaack          | DP    |
| Secrétaire d'État à l'Environnement |           | Eugène Berger           | DP    |

## La politique extérieure
Les grands dossiers européens continuent à déterminer la politique extérieure du Luxembourg. La période de 1999 à 2004 est placée sous le signe de l’élargissement de l’Union européenne et des réformes institutionnelles que celui-ci rend encore plus impératifs. Le 16 avril 2003 à Athènes, 10 nouveaux États membres, à savoir l’Estonie, la Hongrie, la Lettonie, la Lituanie, la Pologne, la Slovaquie, la Slovénie, la République tchèque ainsi que Chypre et Malte, signent le traité d’adhésion. Leur admission devient effective à partir du 1er mai 2004. L’Union européenne compte désormais 455 millions d’habitants. Cette évolution confirme le gouvernement dans sa conviction que le Luxembourg, de par sa petite taille, doit d’autant plus imposer sa présence sur le plan international que la Communauté européenne s’agrandit. La diplomatie luxembourgeoise intensifie son action non seulement dans les anciens pays membres, mais aussi dans les pays candidats à l’Union européenne. Le Luxembourg soutient une politique communautaire qui vise à renforcer les institutions européennes et leurs capacités de décision. Des représentants luxembourgeois participent à
la Convention sur l’avenir de l’Union européenne qui aboutit à un projet de Constitution pour l’Europe. Dès le 27 juin 2003, le gouvernement en conseil prend la décision de procéder à la ratification de la future Constitution européenne – une fois signée par les 25 chefs d’État ou de gouvernement – par voie de référendum national. Mais en même temps, le Luxembourg n’entend pas mettre en jeu des droits importants que sont le droit à un commissaire, le droit à la présidence et une représentation adéquate au Parlement européen. Tout en ne niant pas la nécessité de la pondération démographique, il défend le principe de l’égalité entre les États membres. Au Conseil de Nice, en décembre 2000, l’Union parvient à un accord qui est également satisfaisant pour le Luxembourg. Le traité de Nice, signé le 26 février 2001, prévoit le maintien d’un commissaire par État membre. Suivant la nouvelle échelle de répartition des voix, le Luxembourg a désormais quatre voix au Conseil des ministres et continue à disposer de six députés au Parlement européen. Lors du Conseil européen des 17 et 18 juin 2004, les 25 États membres de l’UE élargie réussissent à trouver un accord sur le Traité établissant une Constitution pour l’Union européenne. Cet accord permet de rendre l’Europe plus efficace et plus transparente, en réduisant le nombre des instruments de prise de décision au sein des institutions européennes, et plus démocratique via une augmentation des pouvoirs du Parlement européen. En même temps, le nouveau texte respecte l’égalité entre les États membres, tout en consacrant l’inscription de la nuance démographique. Finalement, le traité constitutionnel prévoit que le Luxembourg garde ses six députés au sein du Parlement européen.
La question de l’harmonisation fiscale touche indéniablement un intérêt vital du Grand-Duché. La gestion de fortune reste la principale activité de la place financière, même si d’autres secteurs comme l’administration de fonds d’investissement se développent. Or les considérations de confidentialité constituent le nerf du private banking. Dans les négociations
qui sont menées sur le plan européen, le gouvernement luxembourgeois exige le maintien du secret bancaire aussi longtemps que les principaux concurrents de la place financière en font autant. Mais cette confidentialité ne doit pas servir à des agissements criminels. C’est pourquoi le gouvernement précédent avait doté le Luxembourg d’une législation anti-blanchiment. Le gouvernement Juncker/Polfer étend encore ces mesures pour améliorer l’efficacité de la lutte contre la fraude et la criminalité économique et financière. En matière d’harmonisation fiscale, le Sommet européen de Feira en juin 2000 permet
d’avancer vers un compromis. Un plan d’action à l’horizon 2010 est retenu. En janvier 2003 à Bruxelles, dans le cadre d’un Conseil « Affaires économiques et financières », les ministres européens des Finances et de l’Économie se mettent finalement d’accord sur l’imposition des revenus de l’épargne. L’accord prévoit que les pays membres de l’Union européenne ont le choix entre deux modèles : l’échange d’informations entre administrations fiscales ou l’introduction d’une retenue à la source avec une adaptation progressive du taux de retenue qui, après une période transitoire, atteindra 35% à partir du 1er janvier 2011. Le passage à l’échange automatique d’informations généralisé reste couplé à une démarche similaire de pays tiers, parmi lesquels figure notamment la Suisse.
Le gouvernement s’était fixé comme objectif de garantir « l’avenir d’un petit pays dans une Europe grandissante, dans un monde de plus en plus compliqué ». Or c’est dans le cadre de la coopération au développement que le Luxembourg parvient probablement le mieux à affirmer son rôle sur la scène internationale. La coopération, confiée par les gouvernements précédents à un secrétaire d’État, obtient un ministre à part entière. L’aide publique au développement, en augmentation constante, atteint 0,8% du revenu national brut en 2003. Ce chiffre place le Luxembourg au 4e rang mondial. L’effort luxembourgeois se concentre désormais du point de vue géographique sur un certain nombre de pays cibles et du point de vue contenu sur l’éradication de la pauvreté, les structures sociales, l’éducation, la santé ainsi que l’égalité des chances entre hommes et femmes. 
Comme par le passé, les aléas de la situation internationale se traduisent par des mouvements migratoires que le Luxembourg connaît également. Surtout depuis 2002, on assiste à un afflux accru de demandeurs d’asile, ce qui amène le gouvernement à envisager une adaptation de la législation. L’objectif est d’accélérer la procédure, tout en respectant les droits de l’Homme ainsi que les accords et conventions internationales afférents. Au cours de la période de 1999 à 2004, le gouvernement opère à plusieurs reprises un retour forcé des demandeurs d’asile déboutés.

## La politique intérieure
Alors que l’économie luxembourgeoise affiche en 1999 et 2000 des taux de croissance très élevés qui, au niveau européen, ne sont dépassés que par ceux de l’Irlande, un retournement brutal de la conjoncture a lieu en 2001. La croissance du PIB tombe de 5 points de pour cent à moins de 2,5%. Parallèlement, le taux de chômage, qui était inférieur à 3%, passe à 4,3% en 2003. Le ralentissement économique entraîne une diminution des recettes fiscales que le gouvernement peut cependant compenser par le recours aux réserves budgétaires. Les réformes fiscales de 2001 et 2002 concernant les personnes physiques et les entreprises s’avèrent bénéfiques, puisqu’elles contribuent à maintenir la demande intérieure à un niveau relativement stable malgré les turbulences économiques. 
En dépit d’un contexte économique difficile, le gouvernement maintient des investissements publics importants. L’élargissement européen conduit l’État luxembourgeois à investir lourdement dans l’amélioration et l’extension des infrastructures des services de l’Union européenne, basés à Luxembourg. Il s’agit bien sûr aussi de consolider le site comme siège européen. En juin 2001 commencent les travaux d’aménagement de la place de l’Europe à Luxembourg-Kirchberg. Le projet comprend deux tours administratives, une extension du centre de conférences ainsi qu’une salle philharmonique. La reconversion des friches industrielles de l’ARBED à Belval constitue le deuxième grand chantier entamé pendant cette législature. Ce projet de développement qui valorise la région du sud matérialise la politique de décentralisation du gouvernement. En février 2001, la société Agora, réunissant des représentants de l’État, de l’ARBED et des communes d’Esch-sur-Alzette et de Sanem, est créée pour développer les friches. Le Fonds Belval, un établissement public,
est chargé de la réalisation des équipements de l’État sur le site de Belval-Ouest et de la mise en valeur des hauts-fourneaux. Les friches industrielles accueilleront entre autres le Centre de musiques amplifiées (Rockhal) et une Cité des sciences, de la recherche et de l’innovation. Dans le domaine de la santé, le gouvernement accentue ses efforts pour juguler l’explosion des coûts. Un plan hospitalier prévoit la réorganisation de la médecine en mettant davantage l’accent sur le traitement ambulatoire, en rationalisant et en modernisant les infrastructures existantes. 
D’emblée, le gouvernement avait fait du développement durable une priorité de sa politique. Dans le cadre de la mise en œuvre du protocole de Kyoto, le Luxembourg s’était engagé au niveau européen à réduire ses émissions de gaz à effet de serre de 28% jusqu’en 2012. Aussi le gouvernement met-il en œuvre une stratégie visant à promouvoir les transports publics et le logement à faible consommation énergétique, l’utilisation rationnelle de l’énergie et le recours aux énergies renouvelables et alternatives. La restructuration de l’industrie sidérurgique avait déjà permis une réduction significative des émissions. Cependant, la forte consommation d’essence, engendrée par la faible taxation des carburants qui attire de très nombreux clients frontaliers, rend le respect des engagements de Kyoto difficile. En janvier 2002, le ministre des Transports présente le programme mobiliteit.lu, dont le principal objectif est d’aboutir à un modal split de 25%, c’est-à-dire d’amener un quart des voyageurs au Luxembourg à recourir aux transports publics. Dans cette optique, le raccordement du Luxembourg au réseau ferroviaire transeuropéen et une nouvelle liaison reliant la gare centrale au quartier de Kirchberg, en passant par l’aéroport, sont considérés comme des investissements essentiels. En mars 2002, le gouvernement propose une
approche globale en matière de mobilité et d’aménagement du territoire afin de concentrer les efforts. Le résultat de cette démarche se traduit en un concept intégré des transports et du développement spatial (Integriertes Landes- und Verkehrsentwicklungskonzept – IVL). Ce document a l’avantage de mettre en évidence certains déséquilibres et d’initier un vaste débat public sur les moyens d’éviter une dégradation du niveau de la qualité de vie des Luxembourgeois, tout en poursuivant la croissance économique du pays. En effet, les prix prohibitifs de l’immobilier ont entraîné un véritable exode urbain. Pourtant, la capitale et les communes limitrophes concentrent toujours deux tiers de tous les emplois. Luxembourg
est devenu le pays des longs trajets et la majorité de ces déplacements se font en voiture individuelle. L’IVL s’oppose au mitage du paysage et veut rapprocher lieux de travail, domiciles et lieux de récréation. Il propose un modèle de développement axé sur trois centres d’agglomération séparés par des ceintures vertes : la région sud du pays, la capitale et la « Nordstad ». Ces trois centres urbains devraient disposer des infrastructures économiques, sociales et culturelles nécessaires pour fonctionner de façon indépendante. 
Lors du Conseil européen extraordinaire de Lisbonne en mars 2000, l’Union européenne avait appelé à la formation d’une « Europe de l’innovation et de la connaissance ». Le gouvernement luxembourgeois adopte cette orientation en donnant une nouvelle impulsion à la politique nationale de recherche et de développement technologique. En janvier 2000, le Fonds national de la recherche, dont la loi avait été votée sous la législature précédente, commence ses travaux. Le gouvernement change également de cap en matière de politique universitaire poursuivie jusqu’alors. Il décide la création de l’Université du Luxembourg. Il s’agit d’un établissement public à dimension internationale qui offre un enseignement multilingue et un accompagnement personnalisé (tutorat), et qui porte un grand intérêt à la mobilité des étudiants. Sur le plan de l’enseignement secondaire, une remise en question s’avère également nécessaire. En effet, l’enquête PISA (Programme for International Student Assessment), qui évalue les performances des élèves, classe le Luxembourg à la 30e place sur 32 pays. La priorité sera désormais donnée à une approche back to basics qui privilégie la qualité sur la quantité. Enfin, dans le contexte de la société de la connaissance la culture demeure un enjeu fondamental. En septembre 2003, le gouvernement luxembourgeois propose d’étendre la manifestation Luxembourg, capitale européenne de la culture 2007 à la Grande Région, proposition qui sera retenue par le jury. 
Signe de l’ouverture aux nouvelles technologies, le gouvernement lance un programme d’action national, e-Luxembourg, qui rend les services publics accessibles via la Toile. La création de toute une série de sites Internet par l’État luxembourgeois est certainement une des nouveautés de la période 1999-2004. Le citoyen peut désormais accéder à des informations sur des sites publics et effectuer des démarches administratives à distance. Le fonctionnement interne de l’État gagne en efficacité.